# ليونيل مارس
ليونيل مارس (بالإنجليزية: Lionel March)‏ هو مهندس معماري بريطاني، ولد في 26 يناير 1934 في هوف في المملكة المتحدة، وتوفي في 20 فبراير 2018.